# ابوالقاسم بطحایی علوی
ابوالقاسم بطحایی علوی اکثر تاریختگاران اتفاق دارند که ابوالقاسم بطحایی را می‌توان سر دودمان علویان همدان می‌توان بشمار آورد. او به همراه گروهی از علویان از طبرستان به همدان مهاجرت کردند، برای علویان همدان شالوده‌ای محکم ریختند.
ابن شادی اسدآبادی همدانی که مفصل درباره تاریخ علویان (طبرستان) سخن گفته‌است، نوشته‌است: «جماعتی از علویان طبرستان با سید ابوالقاسم بطحایی علوی (از سادات حسنی) به همدان آمدند و مقام ساختند و املاک خریدند.»
محمد بطحایی پس از مهاجرت محیط را در همدان مناسب یافت و به سرعت قدرت و مکنتی برای علویان همدان فراهم نمود و به جبران خساراتی که علویان در حاشیه دریای مازندران از سامانیان (۲۶۱–۳۸۹) و آل‌زیار (۳۱۶–۲۳۴) دیده بودند، پرداخت. علویان طبرستان پس از ۶۴ سال قدرتمندی در ناحیه طبرستان عاقبت‌تار و مار شده و در گوشه و کنار فلات ایران پراکنده گردیدند. اما در همدان اقبال با آنان یار گردید.
بطحایی علوی همچنین یکی از اعقاب ابوعبدالله حسین بن اطروش (۲۳۰ – ۳۰۴ هـ.ق) فقیه و مجتهد فقه جعفری بود.